# Hoogkade & Hoogwerf
Hoogkade en Hoogwerf zijn twee appartementengebouwen in het Oostelijk Havengebied in Amsterdam-Oost. De oorspronkelijke, door de architecten bedachte namen waren Langhaus en Hofhaus. Beide gebouwen uit 2001 zijn ontworpen door het Zwitserse architectenbureau Diener & Diener. Ze vormen als het ware de toegangspoort naar het Java-eiland en het KNSM-eiland.

## Ligging
Het complex bestaat uit twee losstaande gebouwen, die door hun positionering één bouwblok lijken te vormen. De twee gebouwen worden van elkaar gescheiden door een uitloper van de Verbindingsdam, die hier overgaat in het Azartplein. Hoogkade ligt in het zuidoostelijk deel van het Java-eiland; Hoogwerf op het zuidwestelijk deel van het KNSM-eiland.
Stedenbouwkundig horen beide gebouwen bij het KNSM-eiland, waarvan ze in feite het derde grote bouwblok vormen, naast Piraeus en Barcelona. De noordgevel van Hoogwerf volgt de rooilijn van de bebouwing aan de zuidzijde van de KNSM-laan. De rooilijn van de Levantkade (op het KNSM-eiland) zet zich als het ware voort via de zuidgevel van Hoogkade. Daarmee is Hoogkade een buitenbeentje op het Java-eiland, waar de overige bebouwing de rooilijnen van Javakade en Sumatrakade volgt.
Hoogkade is grotendeels gebouwd op een aangeplempt perceel in de IJhaven, waardoor het lijkt alsof dit gebouw in het water staat. De zuid- en westgevel en een klein deel van de noord- en oostgevel grenzen aan de IJhaven. Aan de noordzijde grenst Hoogkade aan de Bogortuin, die ter plekke is uitgebreid met een aangeplempt gedeelte. De oude kademuur en enkele bolders herinneren aan het havenverleden. Een brede trappartij vormt de overgang van park naar water. Hoogwerf ligt eveneens aan een parkje: aan de oostzijde van dit gebouw ligt het Mien Ruysplantsoen. Verder grenst dit gebouw aan de Levantkade (zuidzijde), het Azartplein (westzijde) en de KNSM-laan (noordzijde).

## Geschiedenis
Het Oostelijk Havengebied ontstond aan het einde van de negentiende eeuw, toen de bestaande Haven van Amsterdam, onder andere door de bouw van het centraal station en aansluitende spoorwegen, te klein en moeilijk bereikbaar was geworden. De eerste pakhuizen aan de Oostelijke Handelskade werden in 1883 gebouwd. Omdat er bij storm niet gewerkt kon worden aan de kade (vanwege de golfslag van het met de Zuiderzee in verbinding staande IJ) werd besloten een golfbreker aan te leggen, maar deze bood onvoldoende soelaas. In 1890 werd een dam aangelegd en in 1896 een daarop aansluitende kade, het begin van het Java-eiland. Kort na 1900 werd de kade naar het oosten verlengd, waardoor het KNSM-eiland ontstond. In 1903 vestigde de Koninklijke Nederlandsche Stoomboot-Maatschappij (KNSM) zich hier. De Stoomvaart-Maatschappij Nederland (SMN), die op de Oostelijke Handelskade geen uitbreidingsmogelijkheden meer had, vestigde zich op het Java-eiland, ongeveer ter plekke van het huidige Hoogkade. Op de locatie van Hoogwerf was geen bebouwing. Over de Verbindingsdam liep een goederenspoorlijn.
Na de Tweede Wereldoorlog volgde een periode van achteruitgang voor het Oostelijk Havengebied, onder andere door het wegvallen van de handel met het oosten als gevolg van de dekolonisatie van Nederlands-Indië. Later bleken de havenbekkens niet diep genoeg voor moderne containerschepen, waardoor de activiteiten zich geleidelijk verplaatsten naar het Westelijk Havengebied. In 1979 verliet de KNSM als laatste het terrein, waarna een periode van verval aanbrak. Krakers, kunstenaars en stadsnomaden namen bezit van het gebied. Vanaf eind jaren tachtig werden plannen ontwikkeld om het gebied te ontwikkelen als woonwijk, waarbij de krakers er mede voor zorgden dat niet alle oude havengebouwen verdwenen. Het KNSM-eiland werd in de jaren negentig ontwikkeld naar een masterplan van Jo Coenen uit 1989; de bebouwing van het Java-eiland volgde iets later naar plannen van Sjoerd Soeters.
In de visie van Coenen paste een bebouwing met forse, gesloten woonblokken met binnenhoven, zgn. 'superblokken', gelegen aan een boulevard-achtige hoofdstraat, de KNSM-laan. Het eerste, 170 m lange superblok, Barcelona, werd in 1993 opgeleverd; Piraeus volgde een jaar later. Voor de kop van de Verbindingsdam werd gedacht aan een derde superblok, dat echter vanwege de bereikbaarheid 'doorwaadbaar' moest zijn. Voor dit project werd in 1995 een prijsvraag uitgeschreven, waarvoor op voorstel van Coenen vier architectenbureaus werden uitgenodigd: MBM Arquitectes uit Barcelona, Rudy Uytenhaak (Amsterdam), Luigi Snozzi en Diener & Diener, beide uit Zwitserland. Waar Uytenhaak en MBM kozen voor een letterlijke interpretatie van de opdracht om een poortgebouw te creëren, kozen de Zwitserse bureaus voor losse volumes; bij Snozzi drie, bij Diener & Diener twee aparte gebouwen. Dit laatste plan kwam eind 1995 als winnaar uit de bus. In maart 1999 begon de bouw van Hoogkade; in november van dat jaar volgde Hoogwerf. De oplevering vond plaats in 2001.

## Architectuur
Hoogkade en Hoogwerf vormen een architectonisch geheel. De oorspronkelijke, door Diener & Diener bedachte benamingen verduidelijken het verschil in karakter tussen de twee gebouwen: Hoogkade, het Langhaus, is een langgerekt gebouw; Hoogwerf, het Hofhaus, is een gesloten bouwblok met een centrale binnenhof. Beide zijn klassieke architectuurconcepten.

### Hoogkade

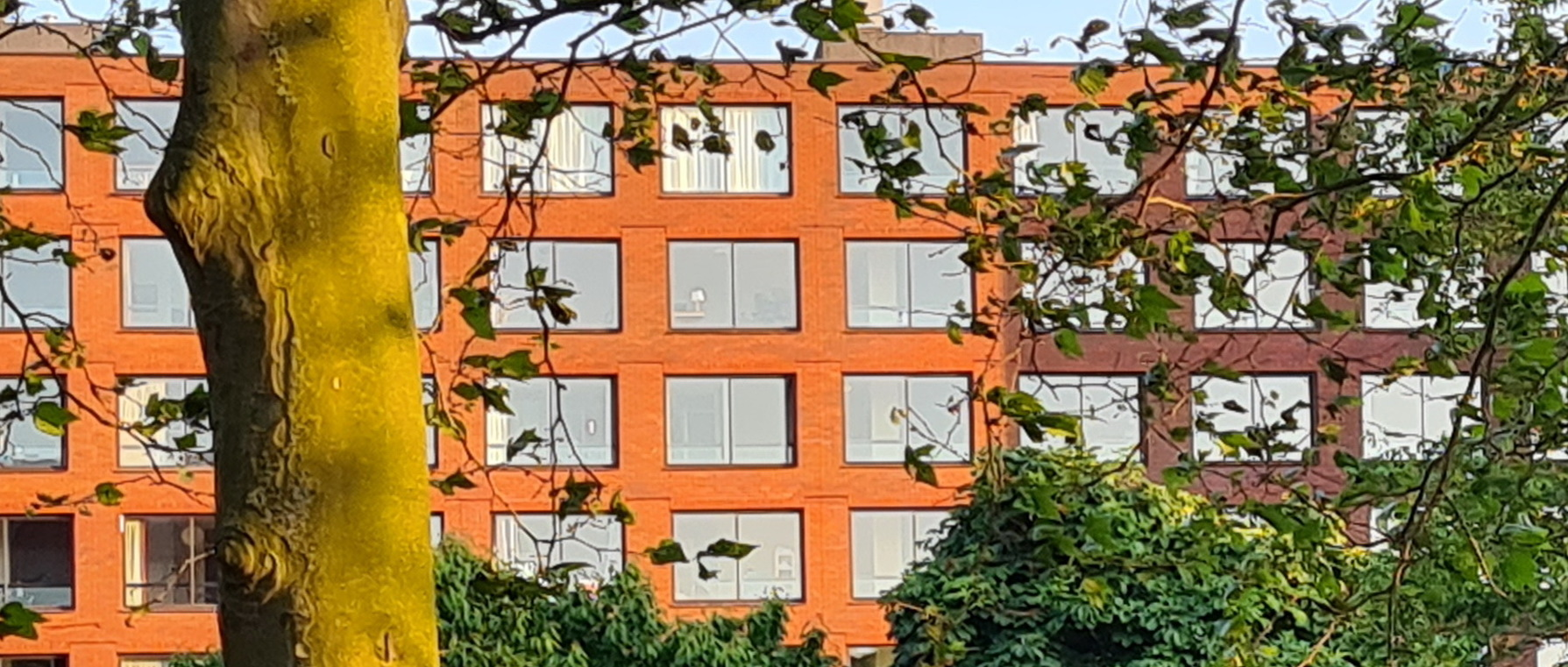
Hoogkade, detail van de noordgevel, gezien vanuit de Bogortuin. Let op de licht verspringende vensteropeningen

Het gebouw Hoogkade heeft een rechthoekige plattegrond van 142 × 25 meter. Het gebouw is 26 meter hoog en telt acht verdiepingen. De totale bruto vloeroppervlakte bedraagt 26.000 m². De rechthoekige basisvorm bevat twee uitsparingen: aan de zuidzijde een 42 m lange uitsparing in de vorm van een terras en aan de noordzijde een entreegebied met een lengte van 71 m. De langgerekte vorm en de ligging aan/in het water doet denken aan een pakhuis. De industriële uitstraling wordt versterkt door het gebruik van roodbruine, speciaal uit Engeland geïmporteerde bakstenen, die iets robuuster zijn dan de Hollandse. De gevels zijn strak vormgegeven, met een regelmatige indeling. De noord- en zuidgevels bevatten 39 vensterassen. In plaats van balkons, die het ritme zouden verstoren, zijn er loggia's. De vensteropeningen of loggia's lijken in een rigide rasterpatroon gedwongen, maar omhoog kijkend langs de gevel is te zien dat de ramen telkens een halve steen verspringen.
Hoogkade telt 127 appartementen van verschillende types. Op de begane grond bevinden zich enkele ateliers of werkruimtes. In de ondergrondse parkeergarage is ruimte voor 180 voertuigen.

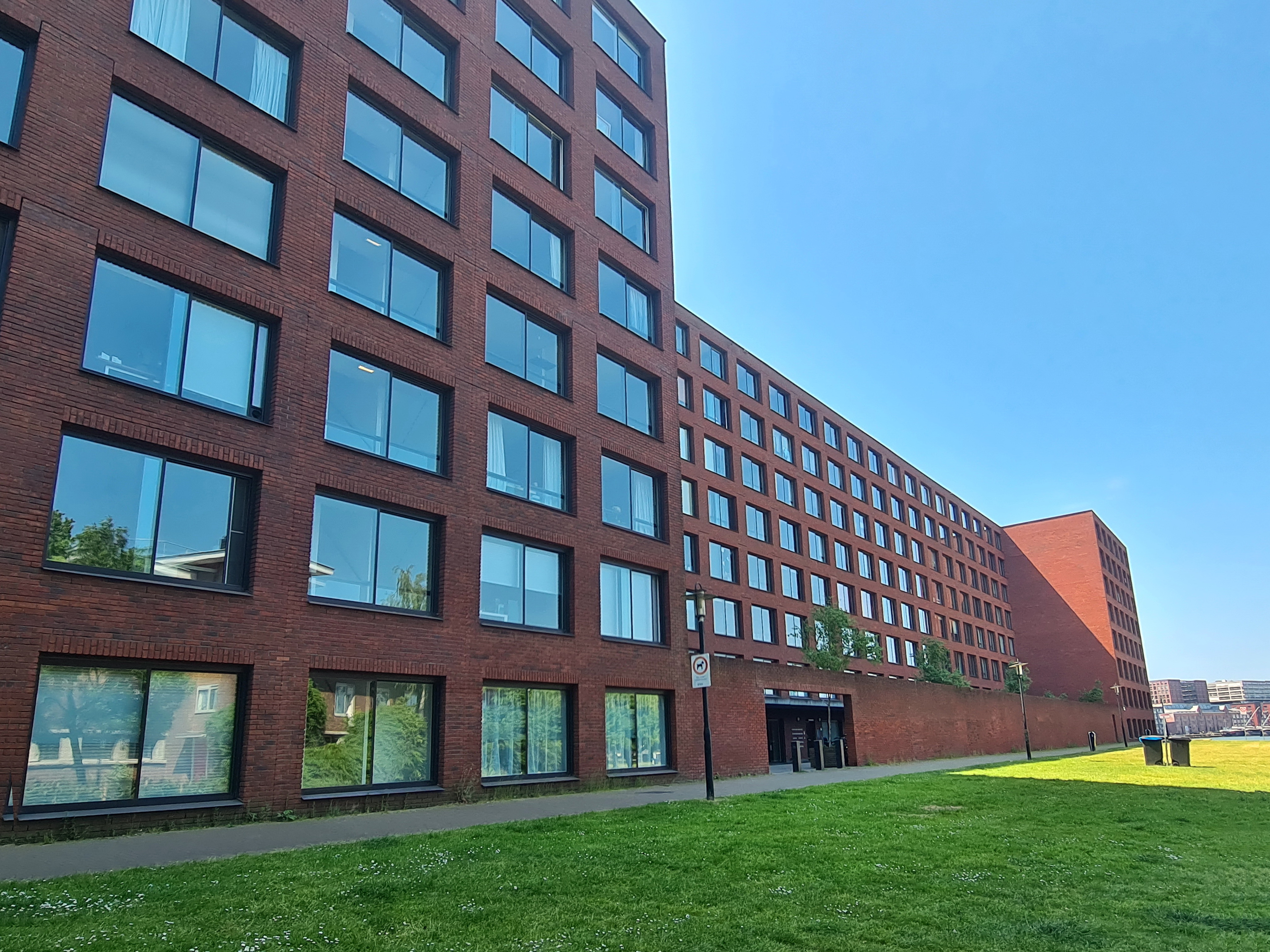
Noordgevel, vanuit de Bogortuin
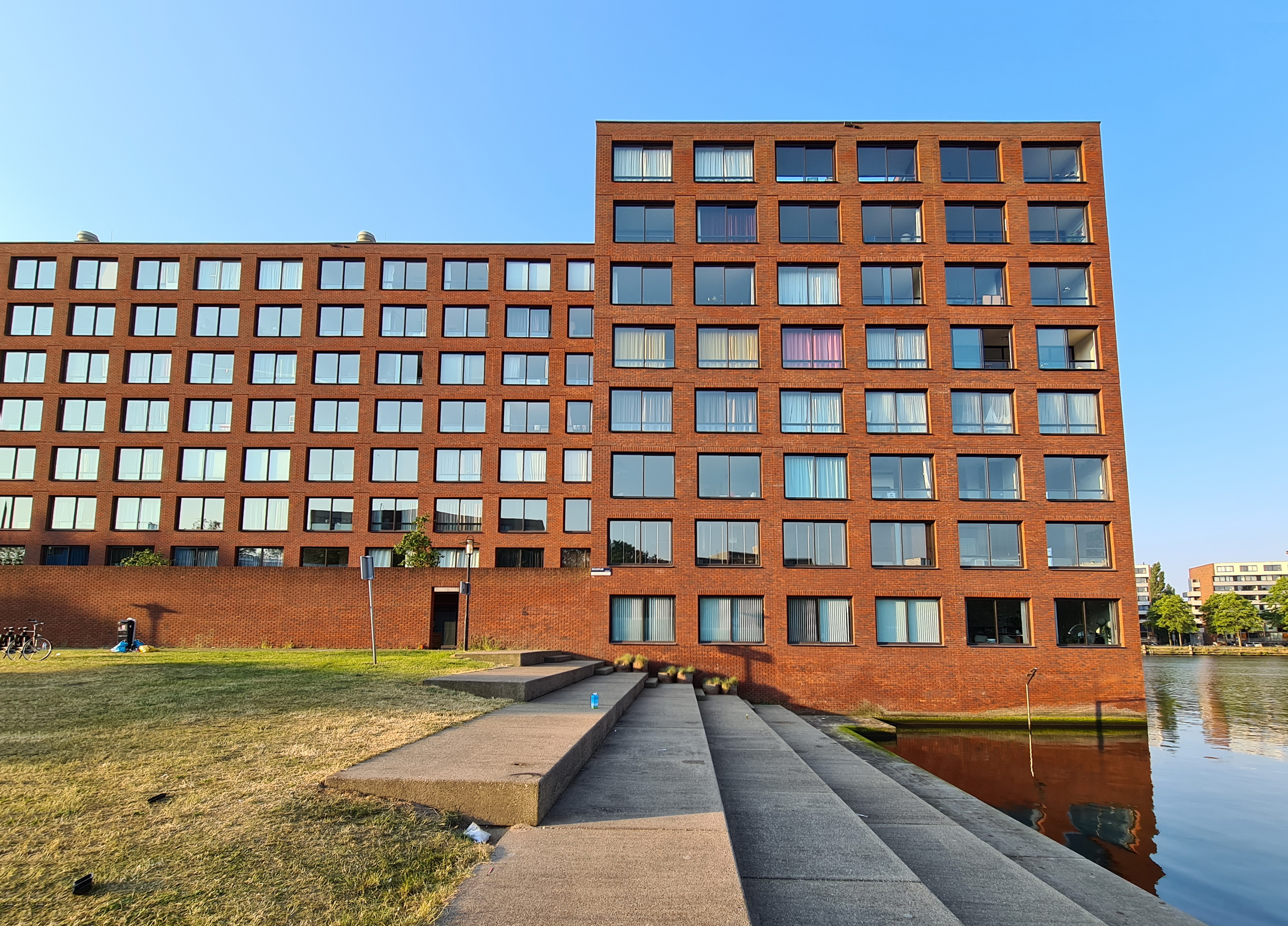
Detail noordgevel met watertrap
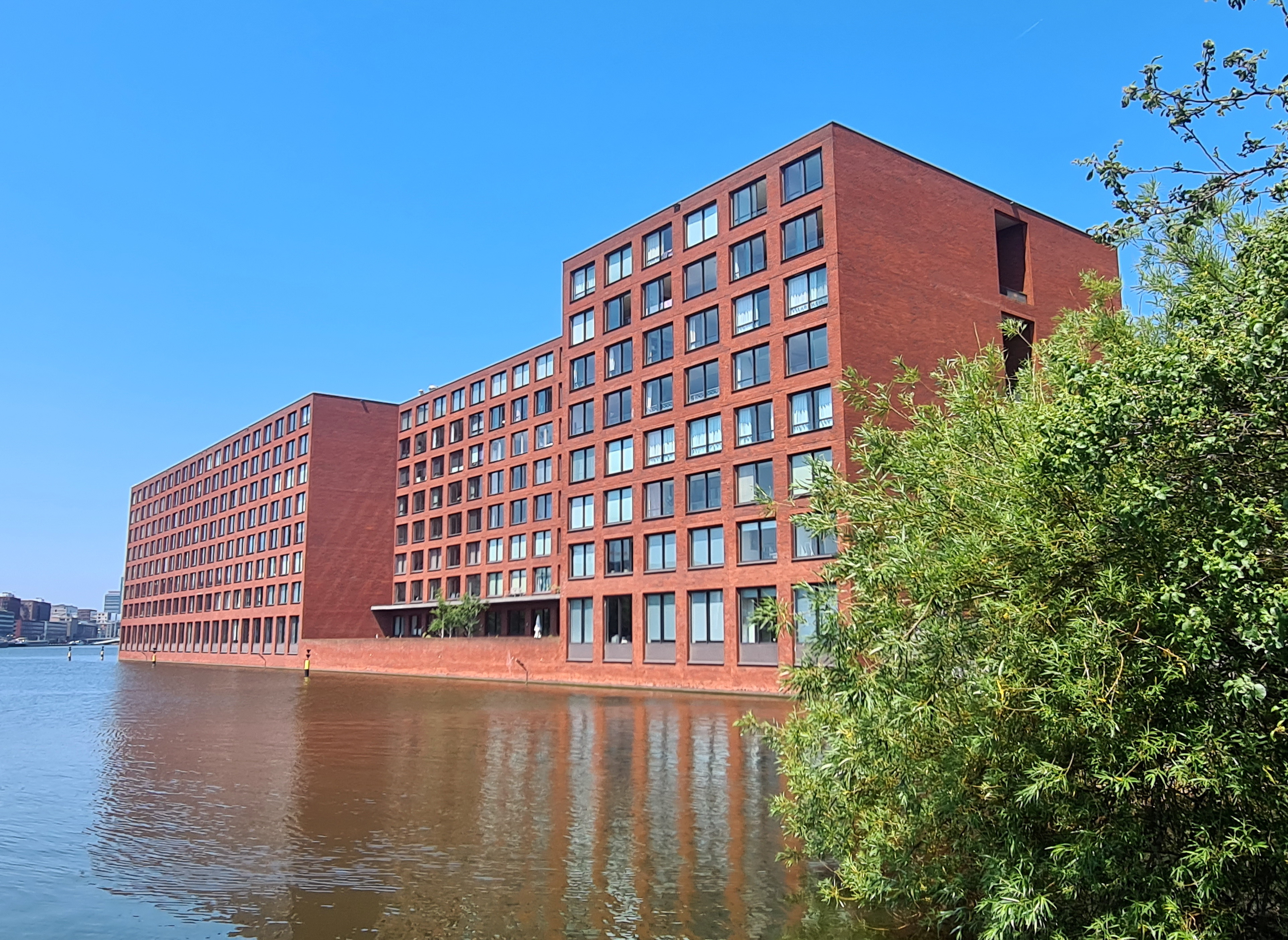
Zuidgevel, vanaf de Verbindingsdam
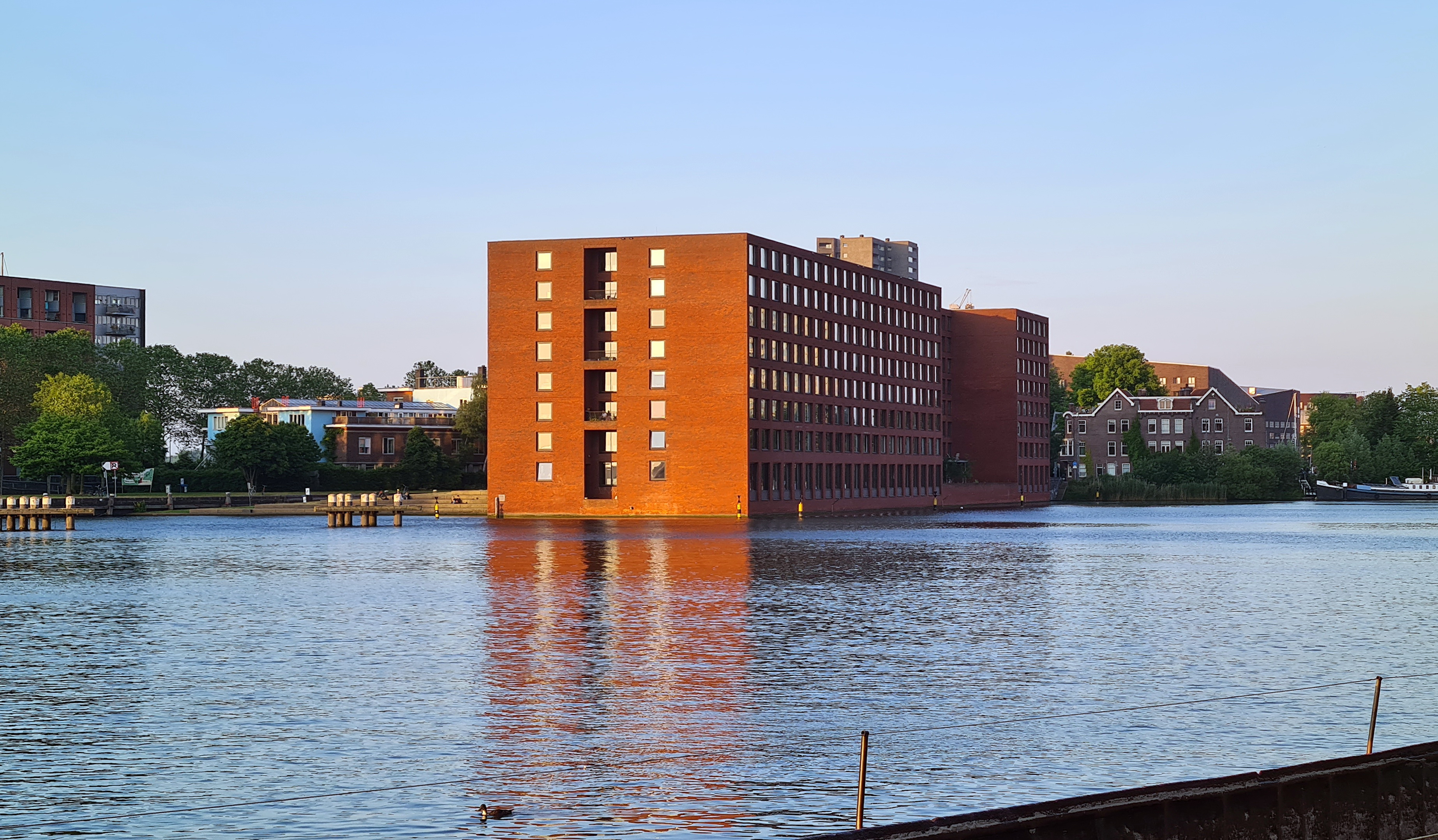
West- en zuidgevel, vanaf de Veemkade

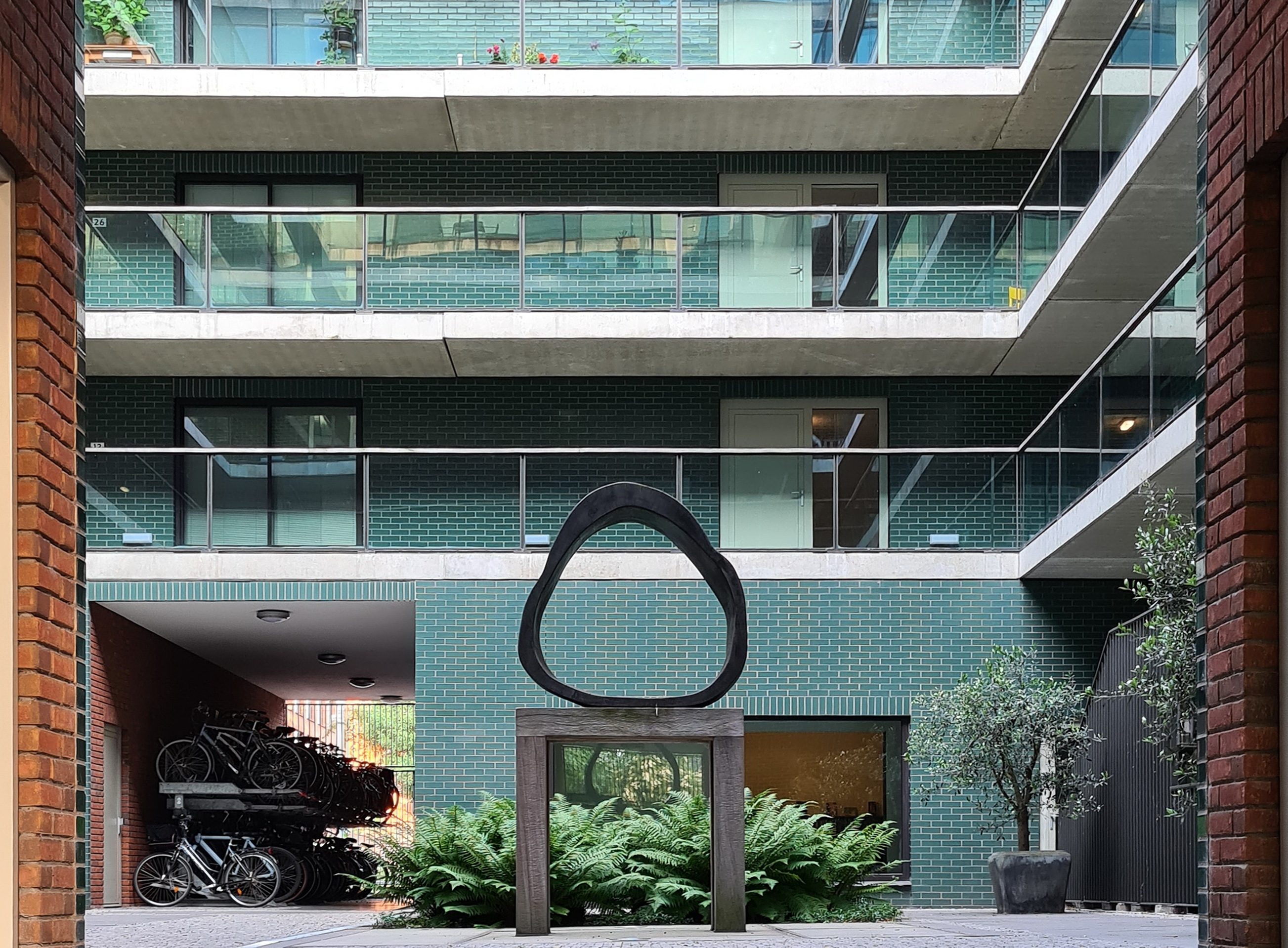
Hoogwerf, gezicht op de binnenhof met galerijen en kunstwerk

### Hoogwerf
Gebouw Hoogwerf heeft evenals Hoogkade een rechthoekige plattegrond, echter minder langgerekt en aanzienlijk kleiner (42 × 34 m). De uitsparing bevindt zich hier in het midden in de vorm van een rechthoekige hof, die bedoeld is voor gezamenlijk gebruik. Daarnaast bevat de oostgevel een zeven meter hoge uitsparing, waarboven de rest van het gebouw uitkraagt. Onder deze overstek bevindt zich de toegang tot de binnenhof. De totale bruto vloeroppervlakte bedraagt 8.400 m². Het gebouw telt zeven bouwlagen. De gevels zijn opgetrokken uit dezelfde roodbruine baksteen als bij Hoogkade. De regelmatige vensterindeling van de noord- en zuidgevel van Hoogkade wordt herhaald in de oost- en westgevel van Hoogwerf. De andere gevels zijn minder strak geordend met een schijnbaar willekeurig vensterpatroon.
Het gebouw bevat 45 appartementen, die via galerijen rondom de binnenhof worden ontsloten. De woningen aan de oost- en westzijde van het gebouw zijn smal en diep, en die aan de noord- en zuidzijde breder maar minder diep. De meeste woningen bestaan uit drie gelijkwaardige kamers, die op verschillende manieren zijn in te delen. Op de begane grond van Hoogwerf bevinden zich vier ateliers en een grote commerciële ruimte. Anno 2023 zijn hier een café-restaurant, een kapper, een bakker en een bloemist gevestigd.

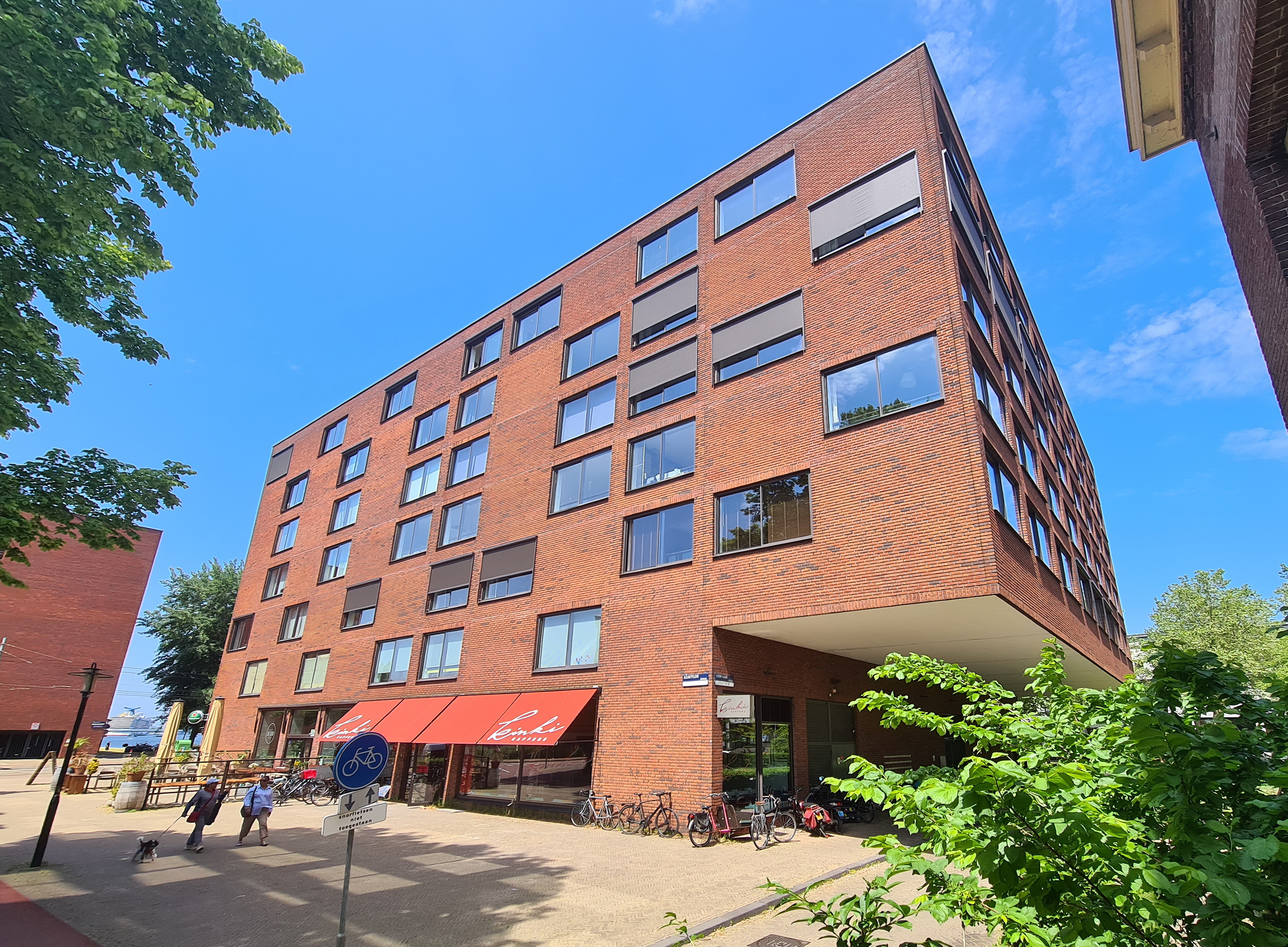
Zuidgevel met overstek, vanaf de Levantkade
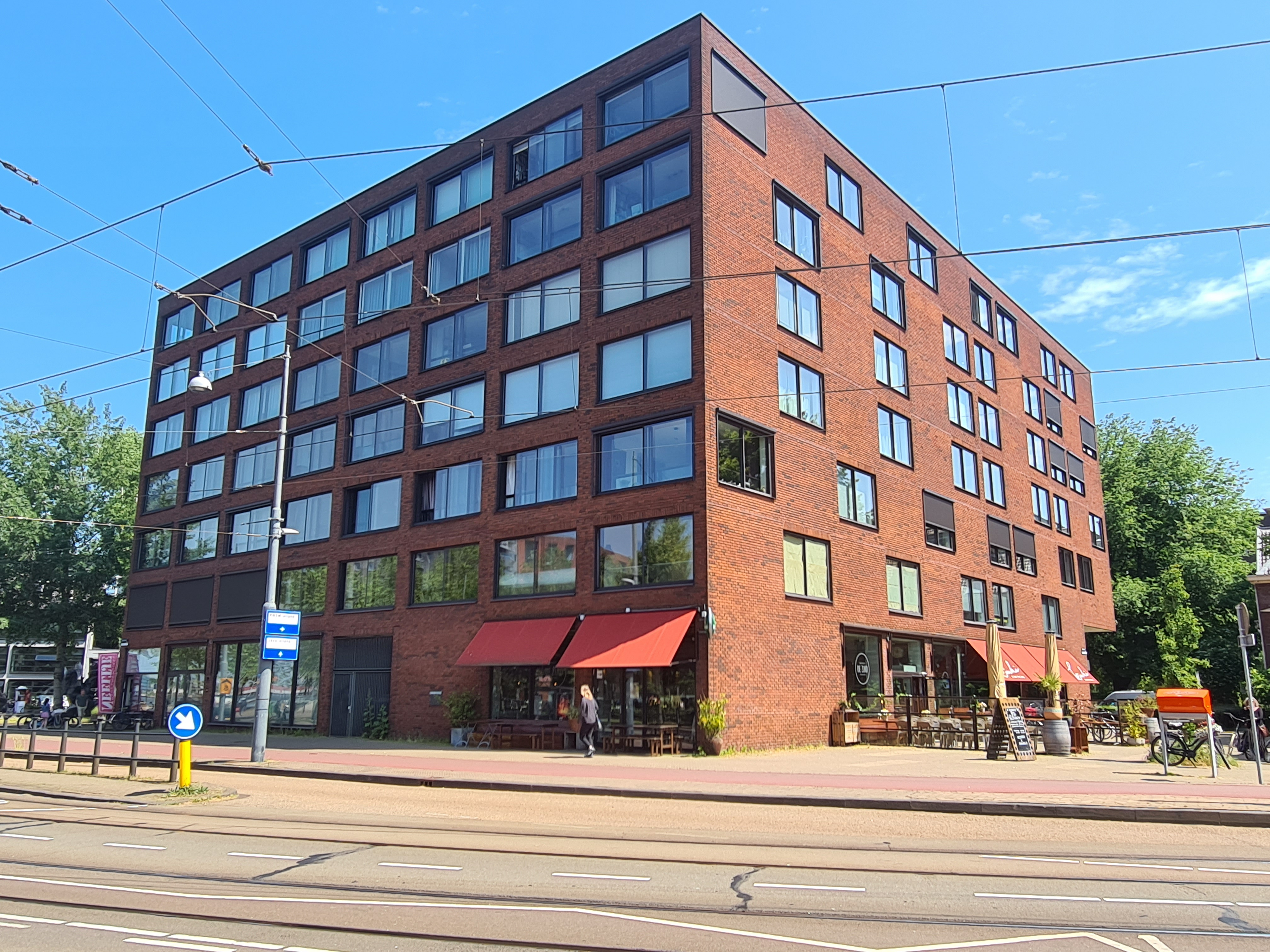
Zuid- en westgevel, vanaf het Azartplein
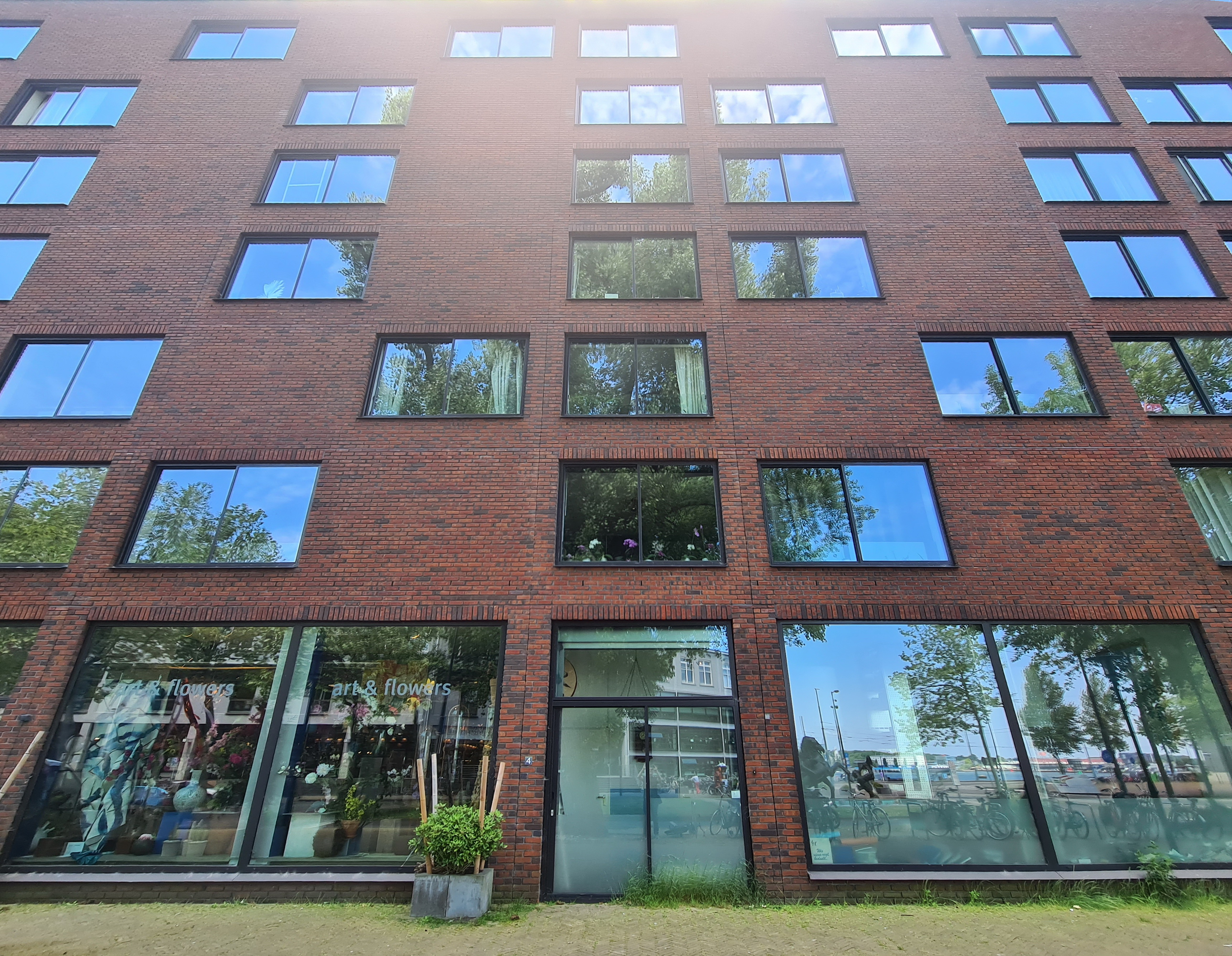
Detail noordgevel KNSM-laan
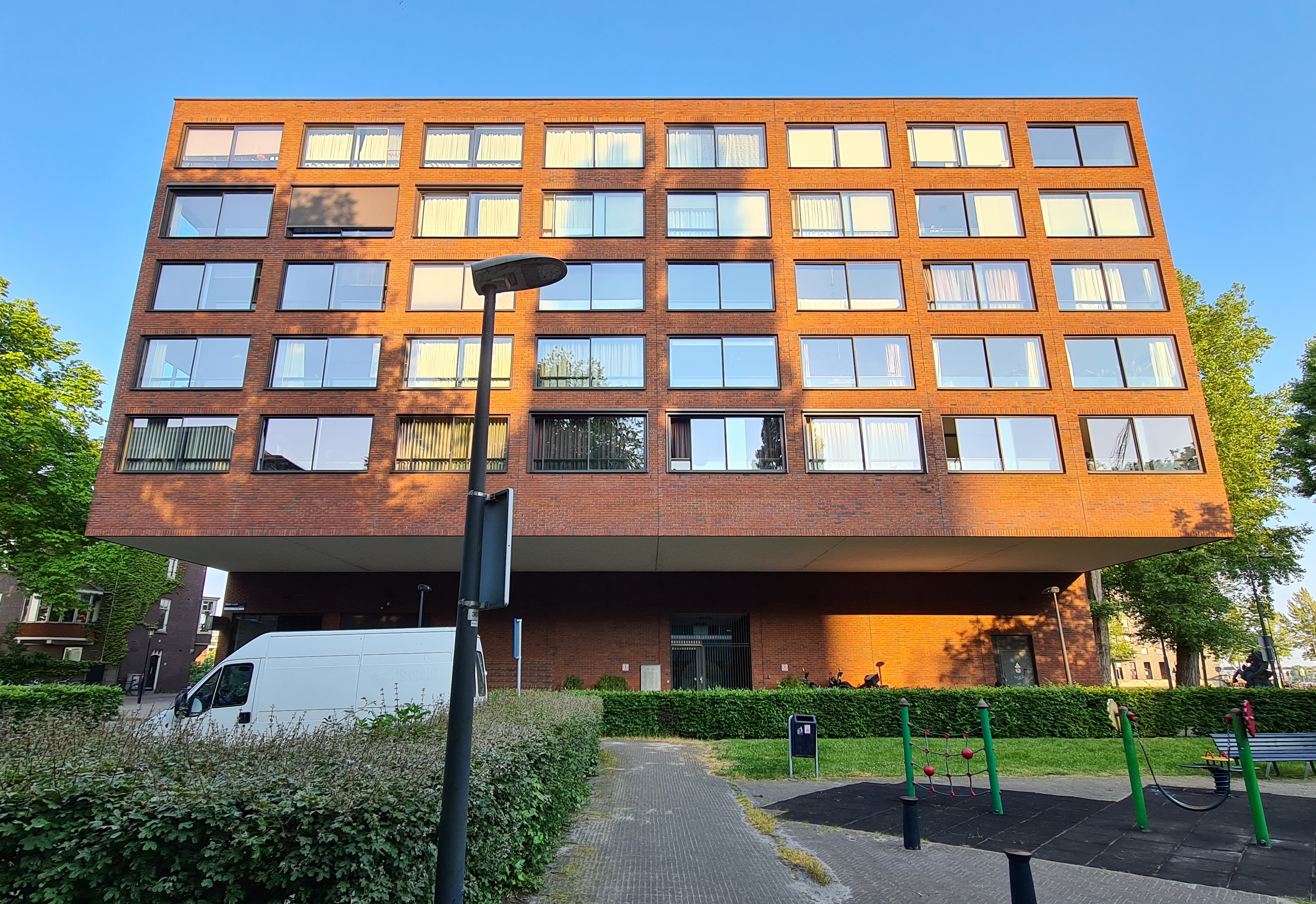
Oostgevel, vanaf het Mien Ruysplantsoen